# Enterprise bean
En enterprise bean er en J2EE-komponent, som kan aktiveres af et klientprogram. Fælles for alle entity beans er, at de er underlagt en sikkerhedsmodel, så adgang kan styres helt ned på metodeniveau. Der er også generel understøttelse af transaktioner, så opdateringer enten gennemføres helt eller fjernes, så det ikke kan ses, at en transaktion blev forsøgt gennemført. Endelig fungerer kald af metoder på en enterprise bean også via netværk. Som programmør skal man altså ikke håndtere fejl, der kan ske på grund af problemer med netværket.
Enterprise beans findes i følgende varianter:
- Session bean
- Entity bean
- Message driven bean

Fælles for entitybeans og sessionbeans er at de har et home-interface og et remote-interface. En message driven bean har ingen af delene. Et home-interface beskriver de metoder, der bruges til oprettelse af en enterprise bean. Fælles for disse metoder er, at de hedder create og returnerer et objekt som implementerer det tilsvarende remote-interface. Remote-interface beskriver de metoder, som den enkelte enterprise bean stiller til rådighed. Disse metoder er individuelle for hver bean-klasse. 
Der er naturligvis en sammenhæng mellem de metoder, der er definerede i de forskellige interfaces og den konkrete enterprise bean, men sammenhængen er indirekte. For hver create-metode skal der implementeres en tilsvarende metode, der hedder ejbCreate. Alle metoder, som er en del af EJB-standarderne har navne, der starter med ejb, men denne del af navnet er ikke med i interface-definitionen. Generelt må en metode ikke defineres til at lave undtagelser af typen RemoteException, der er reserveret til fejl fra applikationsserveren. Det skal imidlertid fremgå at interfacet, at denne undtagelse kan forekomme. Alle enterprise beans implementerer et generelt interface, men det er ikke alle metoderne, der giver mening for alle bean-typer. Dette håndteres på den måde, at der blot laves tomme metoder.
Brug af enterprise beans sker generelt i følgende trin: Først bruges JNDI til opslag af et home-interface. Referencen til dette objekt kan med fordel gemmes, da JNDI-opslag er ret ressourcekrævende. På det returnerede objekt kaldes en create-metode for at oprette en forekomst af den tilsvarende enterprise bean. Resultatet er et objekt, der implementerer remote-interface for den enterprise bean, det drejer sig om. Nu kan metoderne fra remote-interface kaldes indtil objektet fjernes. Hvordan og hvornår objekter fjernes er afhængigt af typen. Hver slags enterprise bean behandles på sin måde. Programmer, der bruger en enterprise bean kommer således ikke til at bruge klassens metoder direkte, men vil kun få adgang til klasser, der er defineret af applikationsserveren.
| Programmering | Spire Denne artikel om datalogi eller et datalogi-relateret emne er en spire som bør udbygges. Du er velkommen til at hjælpe Wikipedia ved at udvide den. |